# 易卜拉欣·伊斯梅尔·琼德里加
易卜拉欣·伊斯梅尔·琼德里加（ 英語：Ibrahim Ismail Chundrigar，1897年9月15日—1960年9月26日），是巴基斯坦第六任总理，任期为1957年10月17日至当年12月11日。